# (17355) 1978 NK
A (17355) 1978 NK a Naprendszer kisbolygóövében található aszteroida. Eleanor F. Helin és Eugene Merle Shoemaker fedezte fel 1978. július 10-én.